# Nông nghiệp vi sinh
Nông nghiệp vi sinh là phương pháp mà người làm nông nghiệp sử dụng các vi sinh vật có lợi để cải tạo môi trường thay thế hóa chất trong nông nghiệp (thuốc bảo vệ thực vật và phân bón hóa học). Như vậy, nông nghiệp vi sinh sẽ ít hoặc không sử dụng hóa chất, tạo ra những nông sản sạch không có dư lượng hóa chất.
Trong nông nghiệp vi sinh: thuốc bảo vệ thực vật hóa học đuọc thay bằng vi sinh. Phân bón hóa học được thay thế dần bằng phân hữu cơ vi sinh, ủ từ chất thải vật nuôi, phế phẩm nông nghiệp (thân, lá cây, cá), chất thải công nghiệp chế biến (đầu cá, tiết, ...)
Nông nghiệp vi sinh thực hiện trên căn cứ là các quy luật cân bằng sinh thái và thuyết vi sinh, công nghệ EM của giáo sư Teruo Higa người Nhật Bản - dùng các vi sinh vật có lợi để cải tạo môi trường. 